# Channichthys richardsoni
Channichthys richardsoni es una especie de pez con aletas radiadas del género Channichthys, de la familia Channichthyidae, orden Perciformes. Fue publicada por Shandikov en 2011.

## Descripción
Mide 37,4 cm de longitud total.

## Distribución
Se distribuye por el océano Austral: islas Kerguelen. Puede alcanzar desde 126 hasta 310 m de profundidad.